# Paulo Dantas
Paulo Suruagy do Amaral Dantas (Maceió, 19 de março de 1979) é um administrador de empresas, agropecuarista e político brasileiro, filiado ao Movimento Democrático Brasileiro (MDB). É governador de Alagoas desde 2022 quando foi eleito de forma indireta pela Assembleia Legislativa após a renúncia de Renan Filho para concorrer a uma vaga para o Senado.  Foi reeleito governador pelo voto popular nas eleições gerais de 2022, com 52,33% dos votos válidos, o equivalente a 834.278 votos.  Antes foi deputado estadual e duas vezes prefeito de Batalha (2005-2012). Foi casado com a prefeita de Batalha, Marina Dantas. É pai de Paula e Luiza Dantas.

## Biografia
Nascido na capital de Alagoas, é filho do ex-presidente da Assembleia Legislativa de Alagoas Luiz Dantas. Foi criado entre Maceió e Batalha, onde a família tem propriedades rurais e base política. De 1999 até 2002 morou em Brasília, voltou para Alagoas onde concluiu o curso de Administração no Cesmac. Passou a se dedicar a agropecuária e em 2004, foi eleito prefeito no município de Batalha, sendo reeleito em 2008.
Em 2018 foi eleito deputado estadual sucedendo o pai na liderança do grupo político. Neste período foi líder da maioria na Assembleia Legislativa. Atuou como relator do Cartão Cria, um programa estadual de transferência de renda para famílias inscritas no Cadastro Único, do Cartão Escola 10, programa social criado para o combate de evasão escolar, e também na relatoria da reestruturação das carreiras e revisão salarial dos servidores públicos do Estado de Alagoas.
Em 15 de maio de 2022, foi eleito para um mandato complementar até 31 de dezembro de 2022, de forma indireta, através da Assembleia Legislativa de Alagoas, após o último governador eleito de forma direta, Renan Filho, renunciar ao cargo para concorrer nas eleições de 2022 e o vice eleito na ocasião Luciano Barbosa, ter renunciado em 2020 após ser eleito prefeito de Arapiraca.
Na Eleição para governador de Alagoas em 2022, Dantas se candidatou a reeleição. Tendo como candidato a vice o Ronaldo Lessa, ex-governador do estado e então vice-prefeito de Maceió, e contando com o apoio do candidato a presidência pelo PT, Luiz Inácio Lula da Silva.
Durante a campanha do segundo turno, foi afastado temporariamente pelo Superior Tribunal de Justiça em 11 de outubro de 2022 em uma investigação no âmbito da Operação Edema, deflagrada no mesmo dia pela Polícia Federal e pelo Ministério Público Federal. No dia 24 de outubro de 2022 o afastamento foi suspenso pelo Supremo Tribunal Federal, que considerou ter havido burla ao Código Eleitoral, que impede medidas cautelares contra candidatos a cargos majoritários desde os 15 dias antes do primeiro turno até as 48 horas depois do segundo turno, bem como foi decidido que há dúvida sobre a competência do STJ, pois os fatos se referiam ao período em que Dantas era deputado estadual.  Foi reeleito com 834.278 votos no dia 30 de outubro de 2022 para um mandato até 31 de dezembro de 2026, Derrotando o senador Rodrigo Cunha, da oposição. Em seu discurso de vitória, Dantas falou em dar continuidade ao trabalho do ex-governador Renan Filho, seu aliado político.

### Segundo mandato
Em seu segundo mandato, formou um secretariado de maioria feminina, com 14 das 27 pastas sendo comandadas por mulheres,  além de ter nomeado os ex-prefeitos de Maceió, Kátia Born e Rui Palmeira, para compor o seu secretariado. Ainda no mês de janeiro, concede isenção do IPVA para motoristas de motocicletas de até 175 cilindradas. Uma das marcas desta gestão tem sido o uso do Cartão Cria como base para as mudanças implantadas no novo Bolsa Família, programa federal de transferência de renda, como o pagamento para gestantes.